# Jiaonan
Jiaonan (胶南 ; pinyin : Jiāonán) est une ville de la province du Shandong en Chine. C'est une ville-district placée sous la juridiction administrative de la ville sous-provinciale de Qingdao.

## Histoire
Kang Sheng (1898-1975), qui fut le chef des services de renseignement de l'armée populaire de libération, y est né dans une famille de propriétaires terriens.

## Démographie
La population du district était de 836 481 habitants en 1999.